# Schipperke
Schipperke är en hundras från Belgien. Namnet betyder liten skeppare och det är som skeppshund på kanalbåtarna den utvecklats. Schipperke tros ha anor från 1400-talet då det sägs att handelsmännen i Bryssel hade små svarta svanslösa hundar i hemmet. Schipperke har även använts som sällskapshund, vakthund och råttutrotare.

## Historia
Ursprunget anses vara att en föregångare till belgisk vallhund, kallad leuvenaar, ibland fött småvuxna valpar, som man tagit vara på. I härstamningen tros även finnas inslag av spetshunden keeshond från Nederländerna. Förhållandena är dock inte alls klarlagda, det är omdiskuterat om schipperken är en dvärgväxt vallhund eller en europeisk spets. En alternativ tolkning av namnet är att det skulle vara format efter scheper, flamländska för liten herde. Typen kallades tidigare spits eller spitzke. Namnet schipperke slogs fast 1888 då rasklubb bildades och rasstandard skrevs. Efter att en rasklubb bildats även i Storbritannien 1890 klassade the Kennel Club (KC) den som spets, vilket även Nordisk Kennelunion (NKU) gjorde tidigare, vilket senare ändrades till dvärghund.
I Sverige är schipperke mindre vanlig, i snitt 200 valpar föds per år. År 2009 föddes endast 80 valpar (registrerade i SKK).

## Egenskaper
Schipperken är en liten och aktiv hund som har lätt för att lära. Den är livlig och mycket uppmärksam med utpräglad vaktinstinkt. Den kräver ganska mycket motion för sin storlek.
När en schipperketik är dräktig kan hon få för sig att pipa eller "jama" som vi kallar det hos katter. Detta är inget konstigt utan helt normalt men hon gör det när hon vill ha hjälp eller säger ifrån.[källa behövs]

## Utseende
Rasen är kvadratiskt byggd med högt buren hals och upprätstående öron. Huvudet är kilformat och påminner om en rävs. Pälsen är riklig med en tydlig krage som ger en speciell silhuett. Det kan även se ut som att pälsen "blänker". Svansen bärs oftast tätt rullad över ryggen; vissa har anlag för naturlig stubbsvans.